# Louis Burdelot de Pontorson
Louis Burdelot, vicomte de Pontorson (23 juin 1735, Avranches - 3 mars 1797, Avranches), est un homme politique français.

## Biographie
Avocat au parlement, conseiller du roi et maire de Pontorson, il se fit élire député du bailliage de Coutances le 28 mars 1789. Il siégea à l'Assemblée constituante, sans jamais y prendre la parole, jusqu'au 30 septembre 1791.

## Sources
- « Louis Burdelot de Pontorson », dans Adolphe Robert et Gaston Cougny, Dictionnaire des parlementaires français, Edgar Bourloton, 1889-1891 [détail de l’édition]